# Jelena Mrdjenovich
Jelena Mrdjenovich est une boxeuse canadienne née le 24 juin 1982.

## Biographie
En 2016, Jelena Mrdjenovich défend ses ceintures mondiales WBA et WBC des poids plumes en France face à l'invaincue boxeuse française Gaëlle Amand et remporte le combat aux points.
En 2017, un documentaire intitulé Jelena sort sur la carrière de la boxeuse canadienne, toujours active. L'avant-première attire les célébrités sportives Wayne Gretzky, Kevin Lowe, Dave Semenko ainsi que le maire d'Edmonton Don Iveson.
En mars 2018, la Canadienne remporte son cinquantième combat en carrière en dominant la Française Stéphanie Ducastel pour conserver les ceintures de championne du monde WBA et WBC.
En 2021 puis 2022, Jelena Mrdjenovich s'incline à deux reprises face à la boxeuse mexicaine Erika Cruz (en).